# Valparaíso
Pour les articles homonymes, voir Valparaiso (homonymie).
Valparaíso (/balpaɾaˈiso/ ; issu de Valle paraíso « Vallée Paradis » et aussi nommée « Valpo » par ses résidents), ou Valparaiso en français, est un port et une ville du Chili, capitale de la région et de la province homonymes. Elle est le premier port et la troisième ville du Chili. La ville forme avec les communes voisines de Concón, Quilpué, Villa Alemana et Viña del Mar la conurbation du Grand Valparaíso qui compte environ un million d'habitants.
Valparaíso joue un rôle géopolitique très important dans la seconde moitié du XIXe siècle, lorsque son port est une escale sur la route maritime Atlantique-Pacifique par le détroit de Magellan. Durant cet âge d'or, Valparaíso devient un pôle d'attraction pour les immigrants européens et se développe fortement. Elle est alors connue par les marins étrangers comme la « Petite San Francisco » et le « Joyau du Pacifique ».
Elle accueille plusieurs instances de portée nationale : le Congrès national, l'État-major de la Marine chilienne, le service des douanes et le Conseil national de la Culture et des Arts. Son centre historique a été déclaré patrimoine culturel de l'humanité par l'Unesco en 2003.
C'est aussi une ville intellectuelle avec quatre universités, dont l'université de Playa Ancha, l'université de Valparaíso et l'université pontificale catholique de Valparaíso. S'y trouve en outre le siège du plus ancien journal hispanophone encore en circulation, El Mercurio de Valparaíso.

## Toponymie
Il existe deux versions sur l'origine du nom de la ville. La première théorie attribue à Juan de Saavedra la dénomination de la ville. Ce conquistador espagnol aurait ainsi baptisé la rade en 1536 en souvenir de son village natal : Valparaíso de Arriba.
La seconde version attribue la dénomination aux soldats du navigateur Juan Bautista Pastene. Ces derniers aurait dénommé ce lieu « Val des Paraíso », c'est-à-dire Vallée du Paradis. Avec le temps, le nom se serait transformé en Valparaíso.

### Autres noms
Les Mapuches du secteur l'appelaient Alimapu (en Mapudungun : alia mapu, « Terres brûlées ») sûrement en relation avec les fréquents incendies forestiers qui touchent cette zone. Les Changos la dénommaient quant à eux Quintil (« Baie profonde »).
Elle est aussi appelée le « Joyau du Pacifique ». Il existe d'ailleurs une valse péruvienne qui porte ce nom (La Joya del Pacífico composée dans les années 1940 par Víctor Acosta et Lázaro Salgado), considérée comme l'hymne populaire de la ville.

## Histoire

### Origines
La première présence humaine dans la baie de Valparaiso serait le fait des Picunche, qui se consacraient à l'agriculture. D'autres sources mentionnent les Changos, des pêcheurs qui se déplaçaient entre Caldera et Concepción.

### Développement du port
La ville coloniale fut fondée le 3 septembre 1544 par don Pedro de Valdivia qui donna ainsi un port à la ville de Santiago située 120 km au sud-est.
De 1559 à 1615, les pirates anglais attaquèrent à plusieurs reprises Valparaíso pour s'emparer de l'or stocké dans le port. En 1594, le gouverneur du Chili fit construire un fort au pied de l'actuel cerro Artilleria et fit protéger le port par des militaires.
Dès la deuxième moitié du XVIIIe siècle, l'activité portuaire du site augmenta fortement. C'est de là que partaient le vin, le cuir et le fromage qui étaient envoyés dans l'ensemble de la Vice-royauté du Pérou. Les navires en provenance de la métropole s'y arrêtaient aussi. En 1730, on y comptait cent maisons et quatre églises.
Avec l'indépendance du Chili et la nouvelle liberté de commerce, Valparaíso devint le port le plus important de la nouvelle nation et l'escale obligée pour les navires allant de l'Atlantique au Pacifique via le détroit de Magellan.
Au cours des années 1820, l'un des principaux négociants de la ville était un Français, Henry Dubern.
L'immigration européenne aux XIXe et XXe siècles au Chili, et spécialement à Valparaíso, contribue au développement économique, avec notamment une immigration en provenance d'Allemagne, de Croatie et d'Italie,.
Le peintre impressionniste américain, installé à Londres, James Abbott McNeill Whistler se rend à Valparaíso en 1866, apparemment dans l'intention de se battre aux côtés du Chili dans sa guerre contre l'Espagne. Dans Crépuscule à Valparaiso, il montrerait le retrait des flottes britanniques, américaines et françaises du port. Les Espagnols avaient annoncé leur intention de bombarder la ville, ce qu'ils firent le lendemain. À ce moment-là, Whistler s'était enfui vers les collines à cheval. Il y peint de nombreuses marinesmais participe aussi à un trafic d'armes.

### Epoque moderne
Le port déclina avec le percement du canal de Panama qui porta un coup sévère à la ville alors surnommée la « perle du Pacifique ».
Le séisme du 16 août 1906 (es) de magnitude de 8,2 sur l'échelle ouverte de Richter cause la mort de 3 000 personnes et fait 20 000 blessés à Valparaíso,.
Le 13 avril 2014, un gigantesque incendie dévaste une partie de la ville. Les pompiers mettent dix jours pour maîtriser le feu. Finalement, 2 900 logements sont détruits, 12 500 personnes sont touchées et l'on dénombre quinze morts. La présidente du Chili, Michelle Bachelet, évoque « sans doute le pire incendie de l'histoire de Valparaiso ».
En octobre 2019, des milliers de personnes manifestent contre le gouvernement et sa politique économique, jugée très inégalitaire. Après des incidents, le président Sebastian Piñera se déclare « en guerre contre un ennemi puissant, prêt à la violence sans limite », proclame l’état d’urgence, allonge les périodes de couvre-feu et des militaires sont déployés dans les rues.

## Quartiers

### Le Barrio Puerto
Habité depuis l'époque coloniale, le Barrio Puerto est le quartier le plus ancien de la ville. C'est là que se trouve l'église de la Matriz, la plus ancienne de la ville (elle a été reconstruite à de nombreuses reprises dans des styles différents). On trouve aussi dans ce quartier le commandement en chef de la marine chilienne ainsi que la plupart des installations portuaires de la ville.

#### El Almendral
Ce quartier est la plus grande partie plane de la ville. Tout comme le Barrio Puerto, il fut agrandi au milieu du XIXe siècle en gagnant de l'espace sur la mer. Cet agrandissement rendit possible l'établissement des avenues Brasil et Errázuriz, ainsi que l'aménagement du littoral et du port. Puis, au début du XXe siècle, en parallèle à la reconstruction de la ville à la suite du tremblement de terre de 1906, de nouveaux espaces furent gagnés sur l'océan. On retrouve dans cette partie de la ville le Congrès National du Chili, la place Victoria, la cathédrale de la ville, le théâtre municipal ainsi que la plupart des commerces et des établissements scolaires de la ville.

#### Le secteur Yolanda
Ce secteur se situe entre le pied des cerros Barón et Placeres, l'avenue Argentine, l'océan Pacifique et la commune voisine de Viña del Mar. C'est là que se situe la zone de stockage des conteneurs du port. Cette zone est depuis 2014 l'objet de débats et de polémiques. Un projet de mall y est envisagé mais de nombreux habitants ainsi que des entreprises portuaires s'y opposent, car cela empêcherait l’expansion future du port. À l'inverse, beaucoup de voix s'opposent au projet de Megaport.

### Les Cerros
Les Cerros sont la partie résidentielle de la ville. En effet, 94 % des 300 000 valparaisiens vivent dans ces collines desservies par quinze ascensores qui mènent aux cerros. L'architecture y est très variée. On y rencontre des habitations très précaires mais aussi des hôtels particuliers aux styles très différents. Il y a aussi une ancienne prison qui est aujourd'hui un centre culturel, ainsi que les principaux cimetières de la ville.
Les Cerros possèdent des caractéristiques urbaines et sociales différentes les uns des autres. Ils possèdent leurs propres rues et escaliers d'accès, et quelques-uns sont équipés d'un funiculaires qui les relie au quartier du Plan.
Chacun possède ses magasins, ses associations, sa vie de quartier. En d'autres termes, ce sont des unités qui forment des quartiers et qui ont leur propre identité. Cette identité est tellement forte qu'il arrive que des habitants d'un cerro connaissent un autre cerro seulement de nom, ou que les porteños qui habitent ailleurs au Chili ou à l'étranger se reconnaissent entre eux plus par le cerro dont ils sont originaires que par la ville même.

### Laguna Verde
Laguna Verde est un village situé dans une baie au sud de la ville. Sa population est d'environ 5 000 habitants. Il s'agit d'une zone très calme qui possède de grands espaces naturels. C'est un lieu où de nombreuses personnes se font construire des résidences secondaires. La grande partie de sa population travaille et étudie à Valparaíso.

### Placilla-Curauna
Placilla se situe à 11 km à l'est de Valparaíso, près de la réserve nationale Lago Peñuelas. Elle possède une population d'environ 40 000 habitants. Ce secteur possède de nombreuses installations portuaires et industrielles. Du fait de sa relative distance de Valparaíso, Placilla a cherché à divers moments son indépendance administrative. À côté de Placilla se trouve le secteur de Curauna, une petite ville de 23 000 habitants. Actuellement, les deux secteurs sont en voie de conurbation avec Valparaíso et Viña del Mar. Tout comme Laguna Verde, la majorité de la population travaille ou étudie à Valparaíso ou Viña del Mar.
Sa configuration urbaine est déterminée par la topographie de la baie, dominée par quarante-quatre collines formant un amphithéâtre naturel donnant sur l'océan Pacifique.
La ville peut se visiter en utilisant les funiculaires, appelés ascensores en espagnol, qui permettent d'accéder aux quartiers situés sur les collines de la ville. De là on peut voir toute la baie de Valparaiso, avec son port et au loin vers le nord-est la cité balnéaire de Viña del Mar.

## Géographie

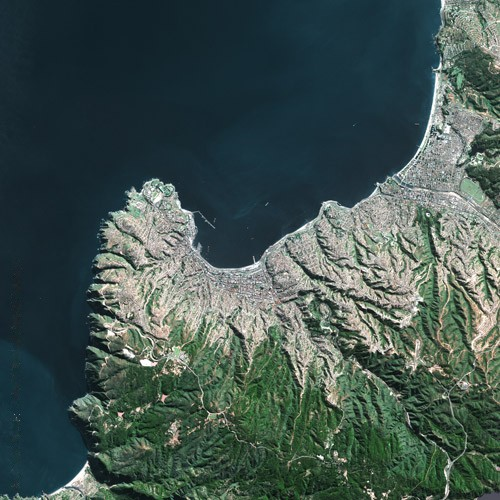
Valparaiso vue par le satellite SPOT

### Situation
Valparaíso est située à 115 km au nord-ouest de Santiago, capitale du Chili. Géographiquement, la ville se présente sous la forme d'un grand amphithéâtre naturel, situé dans la baie du même nom et entouré de collines, dans lequel vit la majorité de la population.
La ville présente deux parties distinctes. D'une part la  ville basse (« El Plan »), une plaine où se trouvent le port ainsi que la majorité des commerces, d'autre part la ville haute, les Cerros (les collines) où vit la majorité de la population, en plus de Laguna  Verde et Placilla-Curauma. Ce sont ces dernières habitations de tôle aux couleurs si variées qui donnent à la ville son allure unique.

### Climat
Valparaíso possède un climat méditerranéen caractérisé par des étés chauds et secs (janvier et février dans l'hémisphère sud) et des hivers doux et humides (juillet et août dans l'hémisphère sud).
| Mois                     | jan. | fév. | mars | avril | mai  | juin | jui.  | août | sep. | oct. | nov. | déc. | année |
| ------------------------ | ---- | ---- | ---- | ----- | ---- | ---- | ----- | ---- | ---- | ---- | ---- | ---- | ----- |
| Température moyenne (°C) | 17   | 16,8 | 15,6 | 14,2  | 13,3 | 12   | 11,4  | 11,7 | 12,1 | 13,2 | 14,7 | 16,2 | 14    |
| Précipitations (mm)      | 0,4  | 0    | 3,7  | 13,3  | 54,5 | 83,1 | 111,2 | 60   | 26,7 | 10,4 | 7,9  | 1,3  | 372,5 |

## Transports

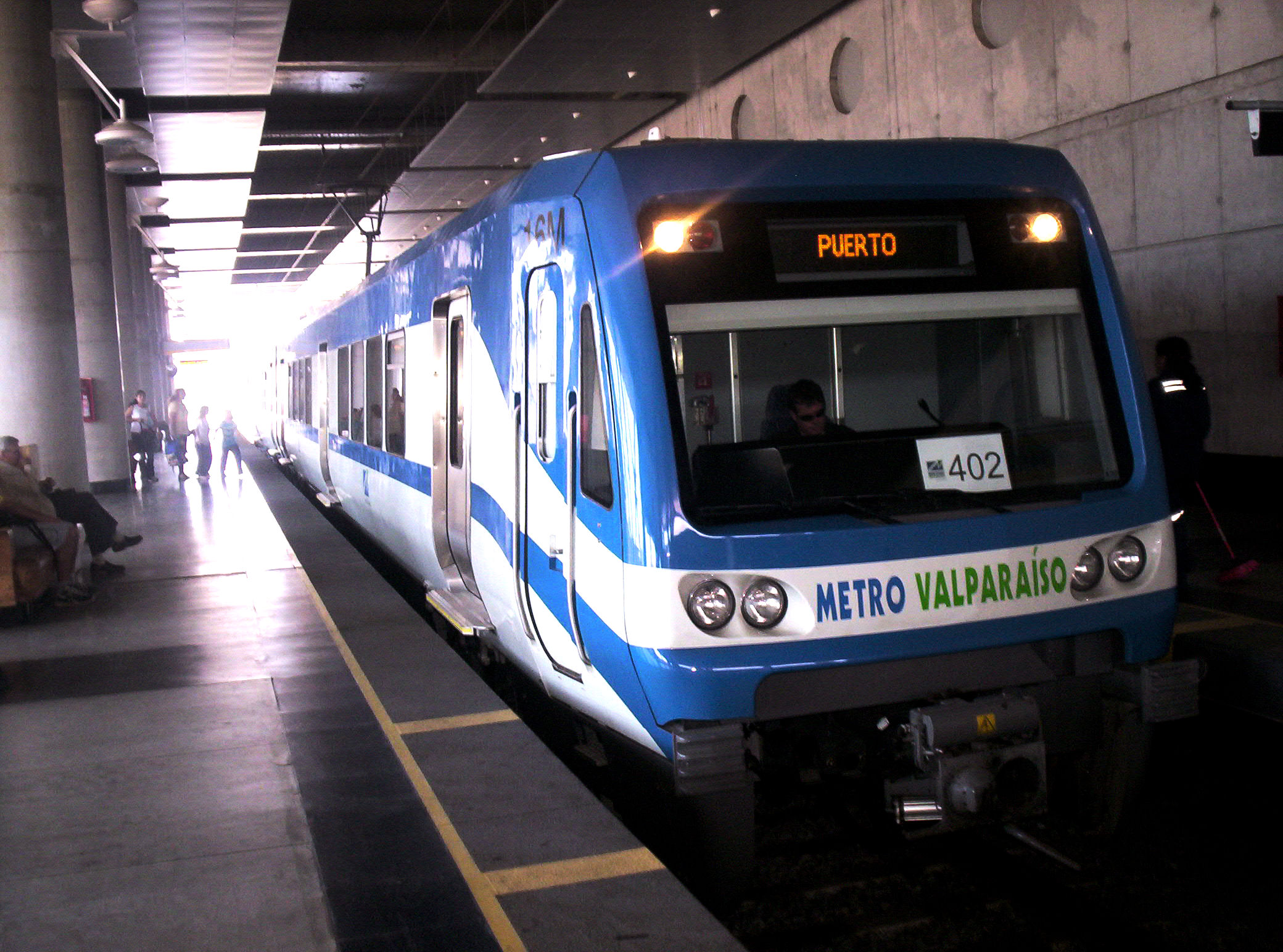
Rame Alstom 2005) du métro de Valparaíso au terminus Puerto

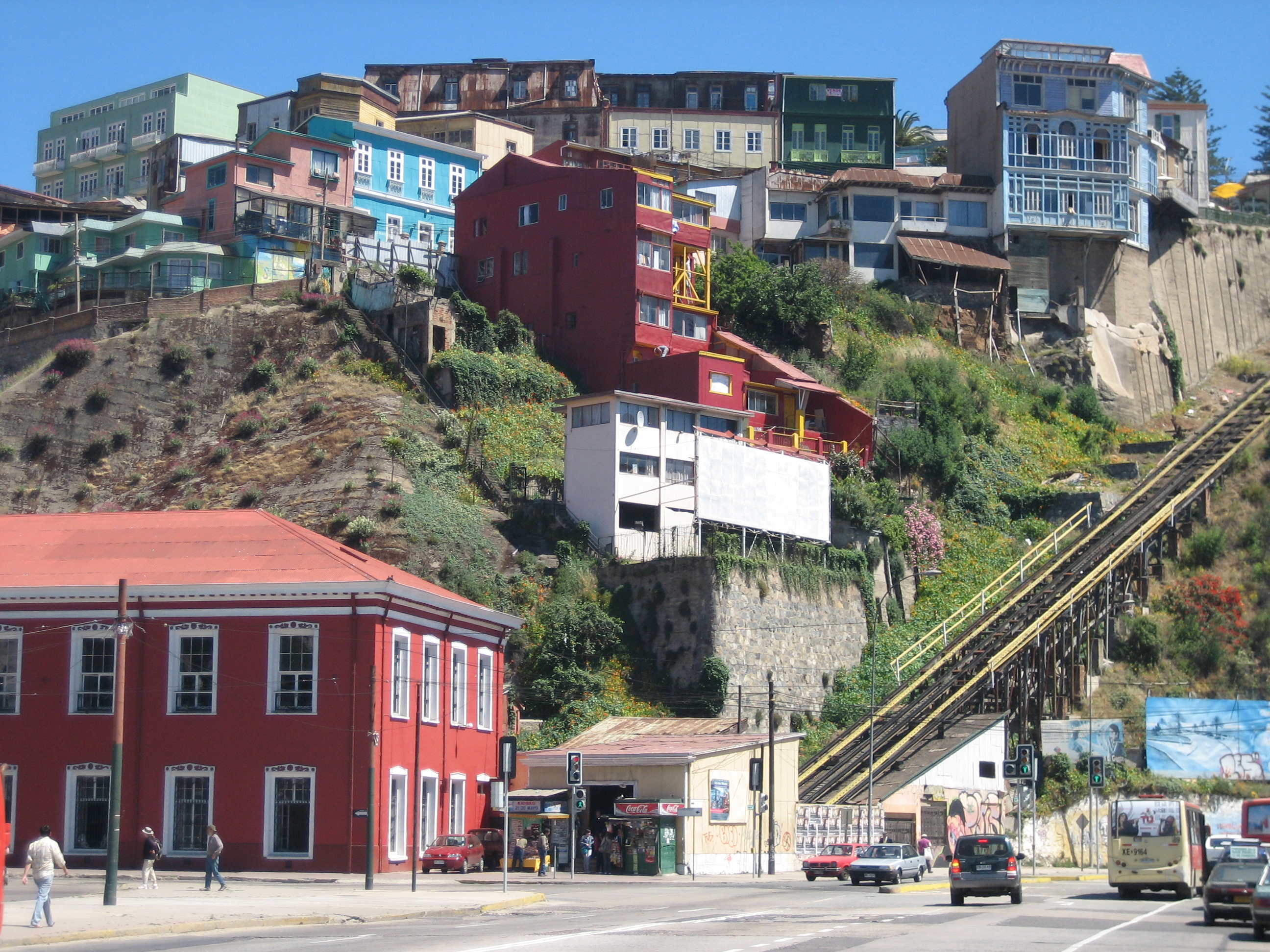
Les collines typiques de Valparaíso avec les voies du funiculaire

Le métro de Valparaíso (Metro Regional de Valparaíso, ou Merval) a été inauguré le 23 novembre 2005. Son unique ligne relie, en vingt stations, la capitale régionale, Valparaíso, à Limache en passant par la ville la plus peuplée de la région, Viña del Mar, Quilpué et Villa Alemana. La ville de Valparaíso est desservie par cinq stations : Puerto, Bellavista, Francia, Barón et Portales.
Les ascensores, des funiculaires, desservent les hauts quartiers de Valparaiso. Ces dernières années de nombreux funiculaires ont été arrêtés mais un programme de restauration via l'achat par l'État chilien est en cours.

## Patrimoine
- Cathédrale Notre-Dame-du-Mont-Carmel
- Église des Douze-Apôtres (1875)
- Église des Sacrés-Cœurs (1874)
- Musée à ciel ouvert de Valparaíso ;

## Personnalités illustres
Personnalités nées à Valparaiso :
- Gato Alquinta (1945-2003), musicien.
- Zuliana Araya (1964-), militante trans.
- Sergio Badilla Castillo (1947-), poète.
- Claudio Bravo (1936-2011), peintre.
- Camila Espinoza (1993-), journaliste chilienne.
- Elías Figueroa (1946-), footballeur chilien.
- Rodrigo González (1968-), bassiste du groupe allemand Die Ärzte.
- Raquel Garrido (1974-), politique française, éditorialiste.
- Manfred Max-Neef (1932-), économiste et environnementaliste chilien.
- Augusto Pinochet (1915-2006), général et dictateur/président de la République de 1974 à 1990.
- David Pizarro (1979-), footballeur chilien.
- Chris Watson (1867-1941), Premier ministre d'Australie en 1904.

Personnalités décédées à Valparaiso :
- Charles McMorris (1890-1954), amiral américain, décédé dans cette ville.

## Jumelages
| Ville | Ville         | Pays | Pays         | Période                 |
| ----- | ------------- | ---- | ------------ | ----------------------- |
|       | Badalone      |      | Espagne      |                         |
|       | Barcelone     |      | Espagne      |                         |
|       | Bat Yam       |      | Israël       |                         |
|       | Callao        |      | Pérou        |                         |
|       | Córdoba       |      | Argentine    |                         |
|       | Guanajuato    |      | Mexique      | depuis 2002             |
|       | Guangdong     |      | Chine        |                         |
|       | Long Beach    |      | États-Unis   |                         |
|       | Malacca       |      | Malaisie     |                         |
|       | Malacca       |      | Malaisie     | depuis le 23 juin 1991  |
|       | Novorossiïsk  |      | Russie       | depuis le 8 avril 1996  |
|       | Odessa        |      | Ukraine      | depuis le 21 juin 2004  |
|       | Oviedo        |      | Espagne      |                         |
|       | Pusan         |      | Corée du Sud |                         |
|       | Rosario,      |      | Argentine    | depuis le 17 avril 1997 |
|       | Salvador      |      | Brésil       |                         |
|       | San Francisco |      | États-Unis   |                         |
|       | Santa Fe      |      | Espagne      | depuis 1991             |
|       | Shanghai      |      | Chine        | depuis 2001             |

## Galerie de photographies

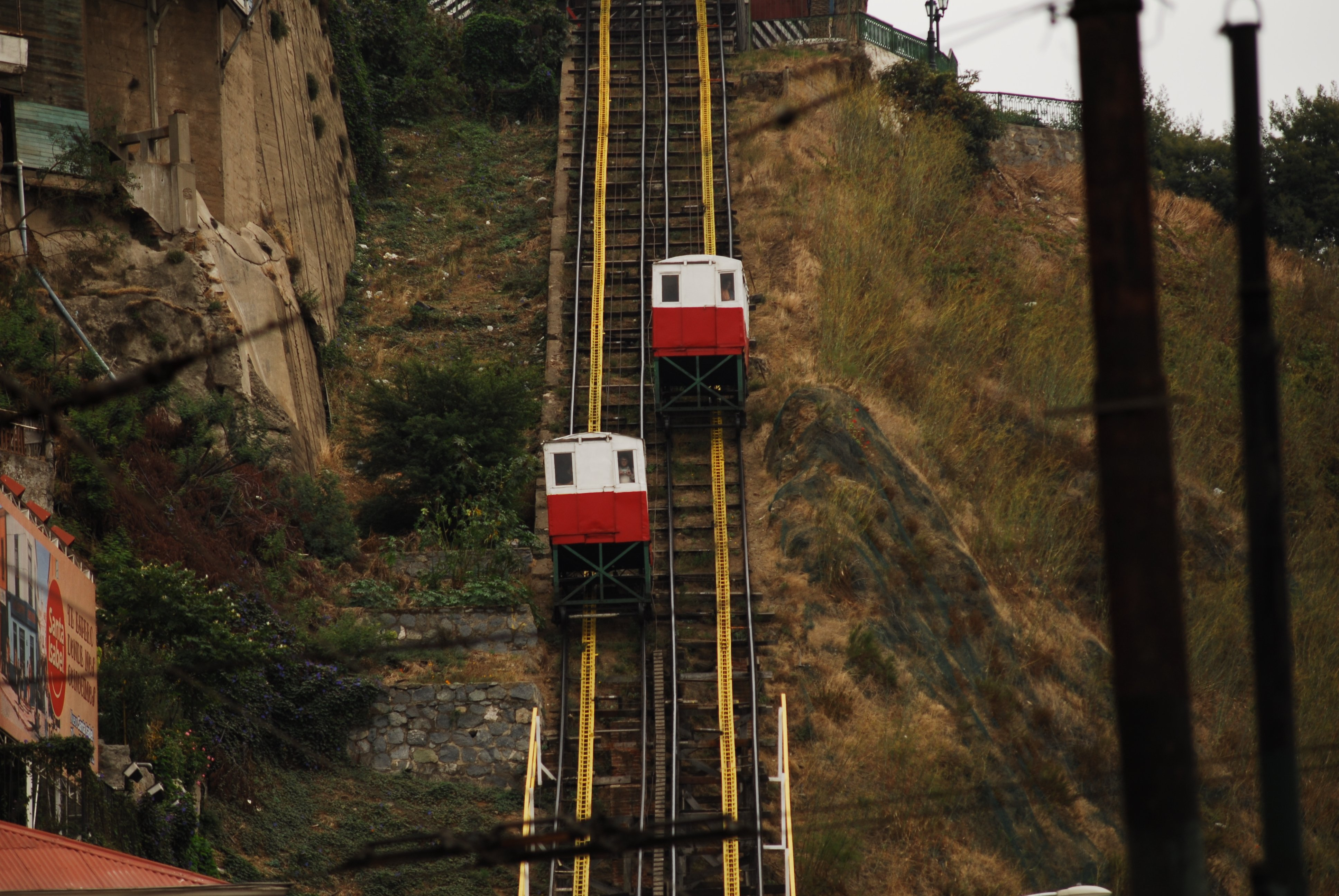
L'ascenseur Artillería
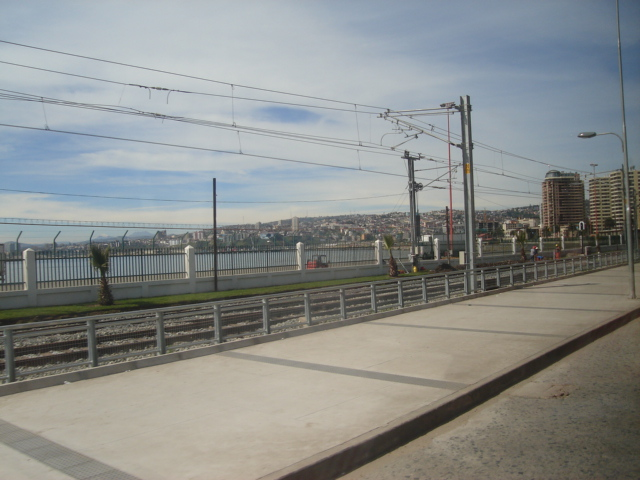
Rails du métro-train entre les installations portuaires et l'avenue Errázuriz
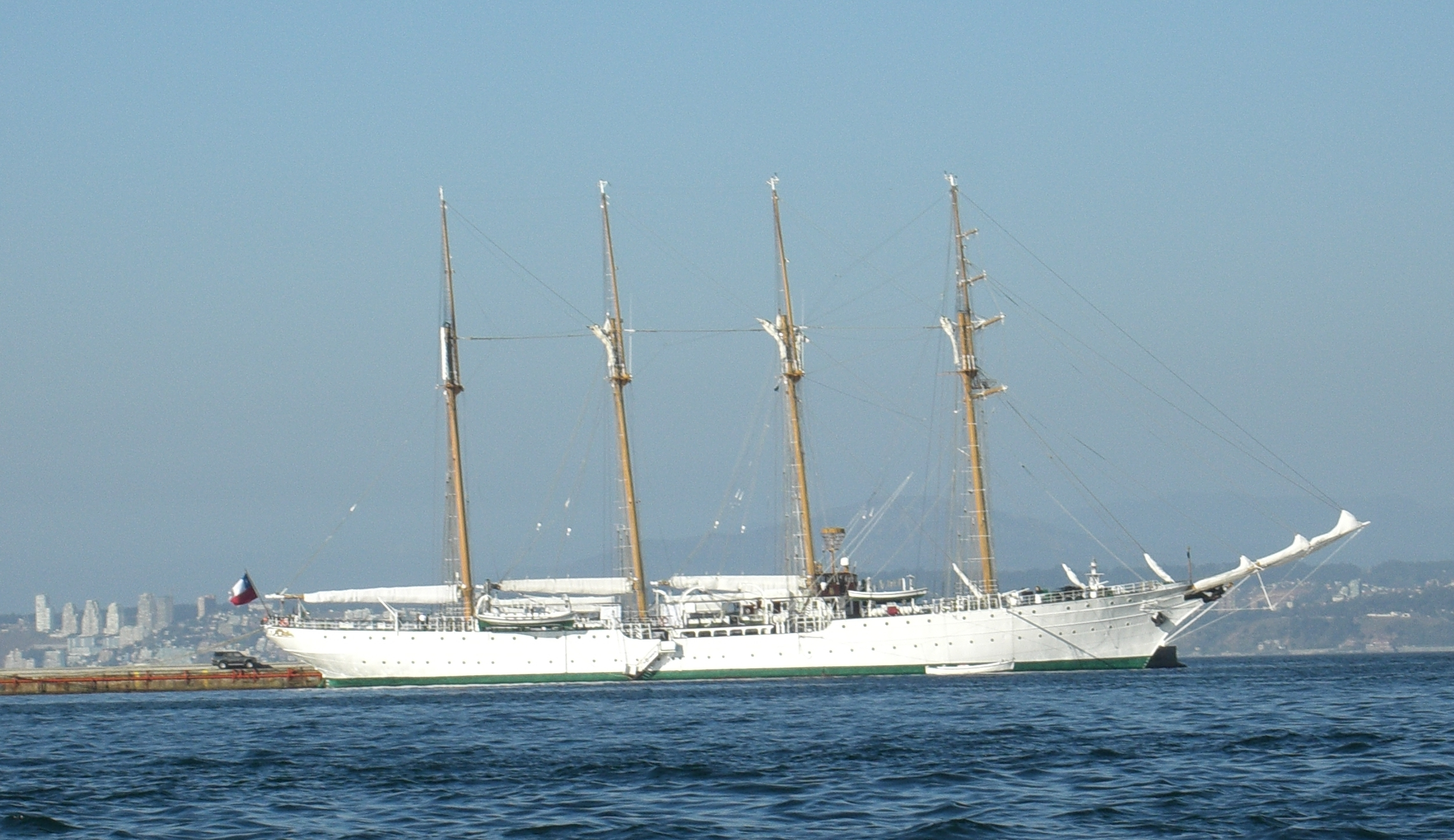
L'Esmeralda
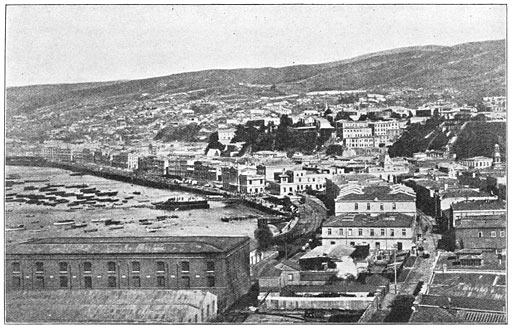
Valparaíso en 1906
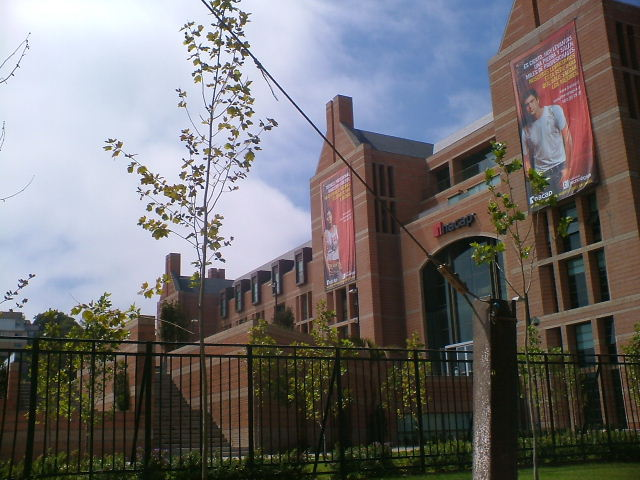
L'Instituto Nacional de Capacitación Profesional de Valparaíso
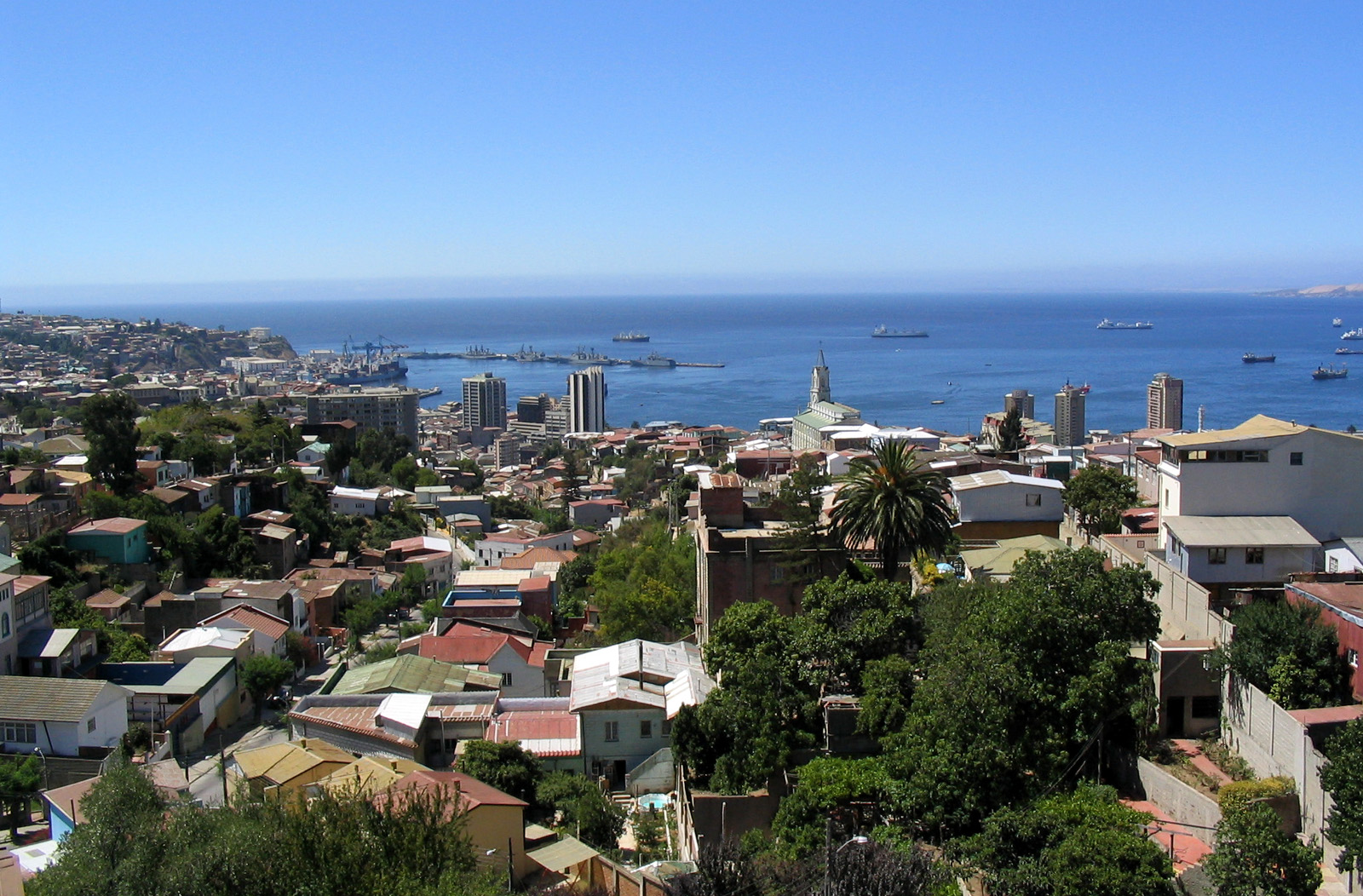
La ville vue depuis la Sebastiana, maison de Pablo Neruda transformée en musée
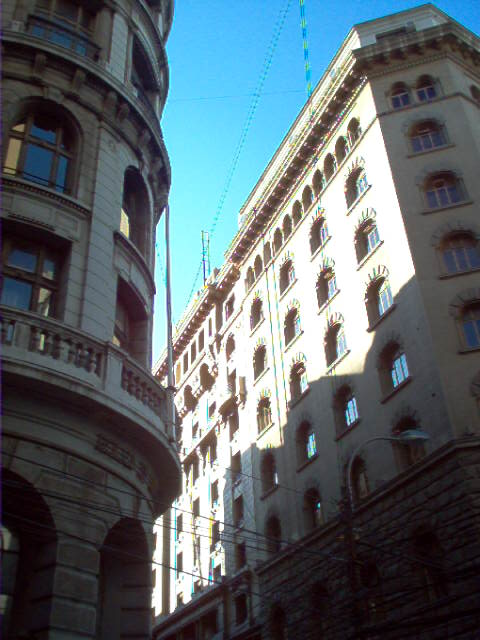
Édifices patrimoniaux de Valparaíso
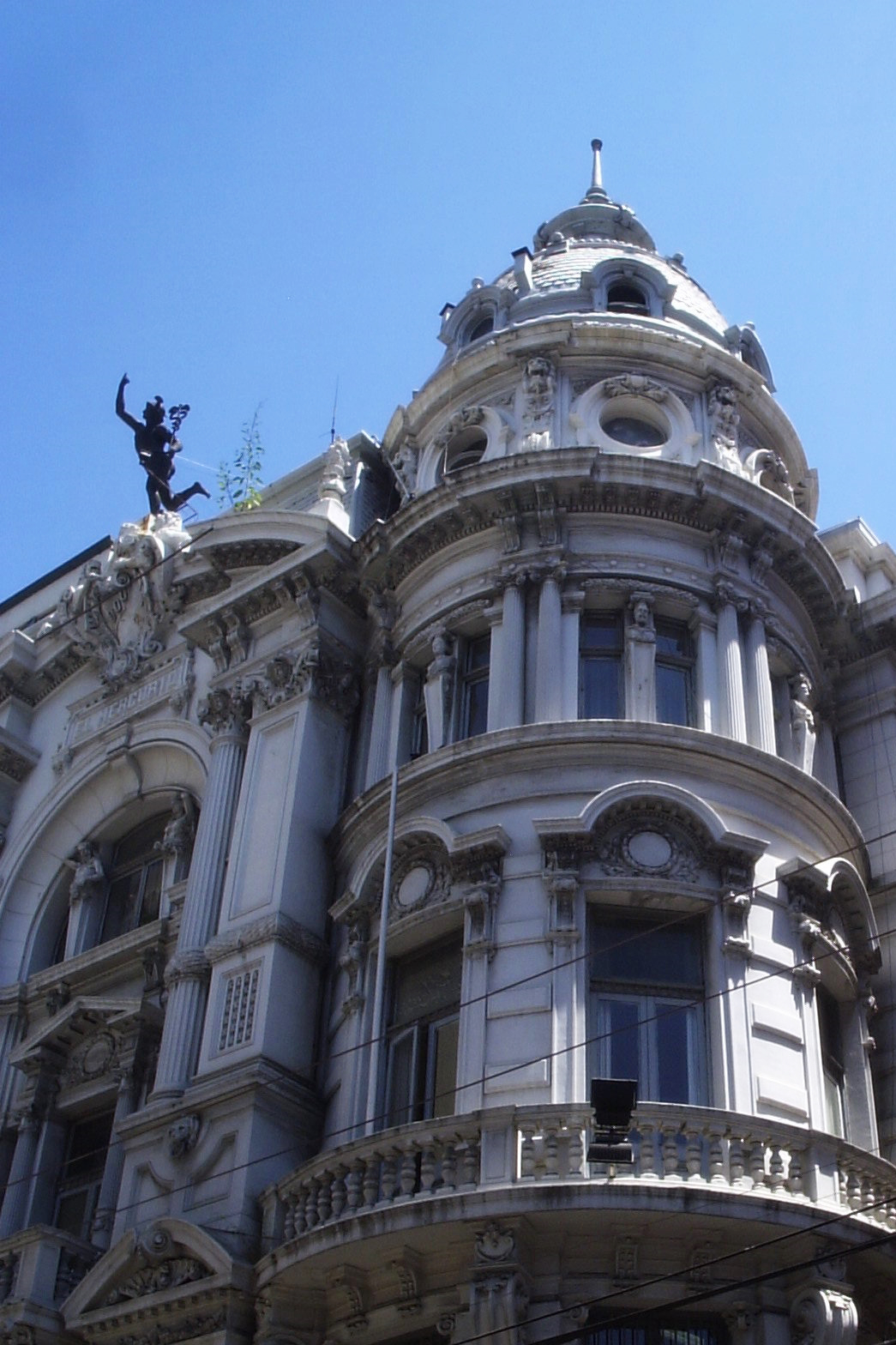
Siège du Mercurio de Valparaíso
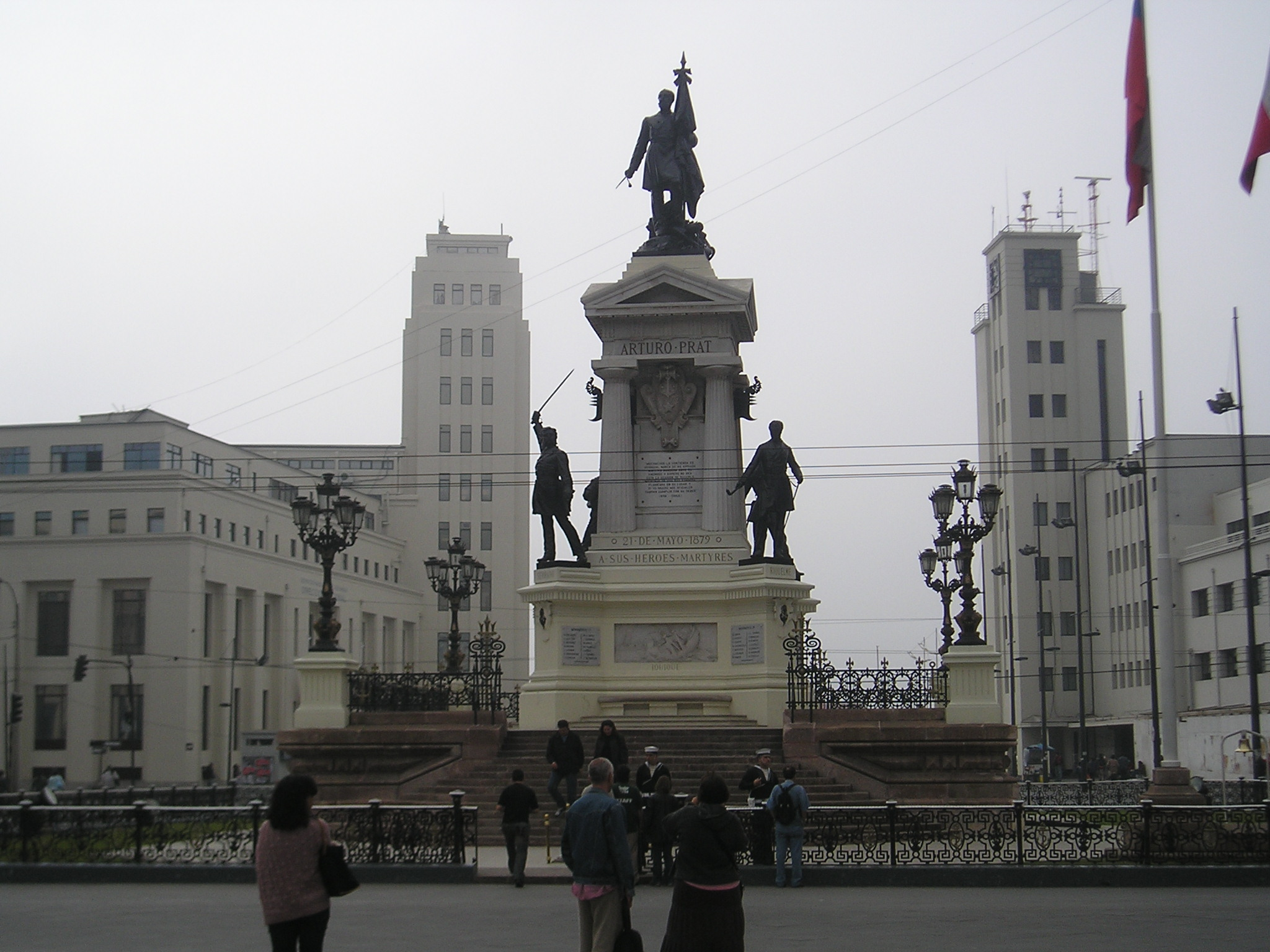
Monument aux héros de la bataille d'Iquique, place Sotomayor
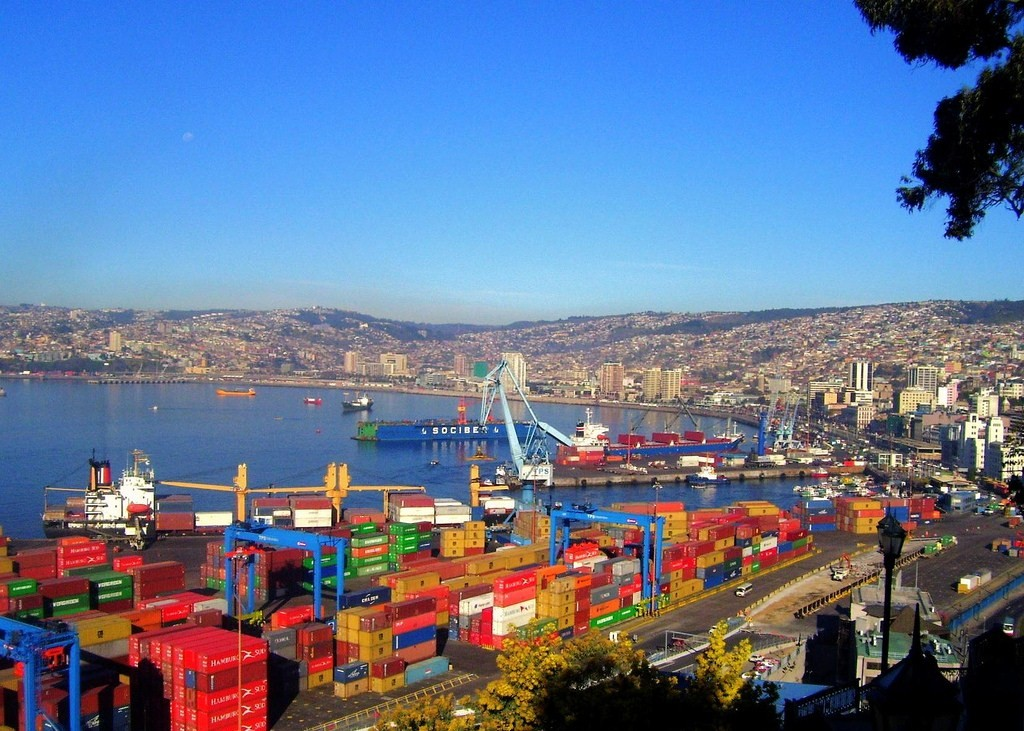
Port à conteneurs
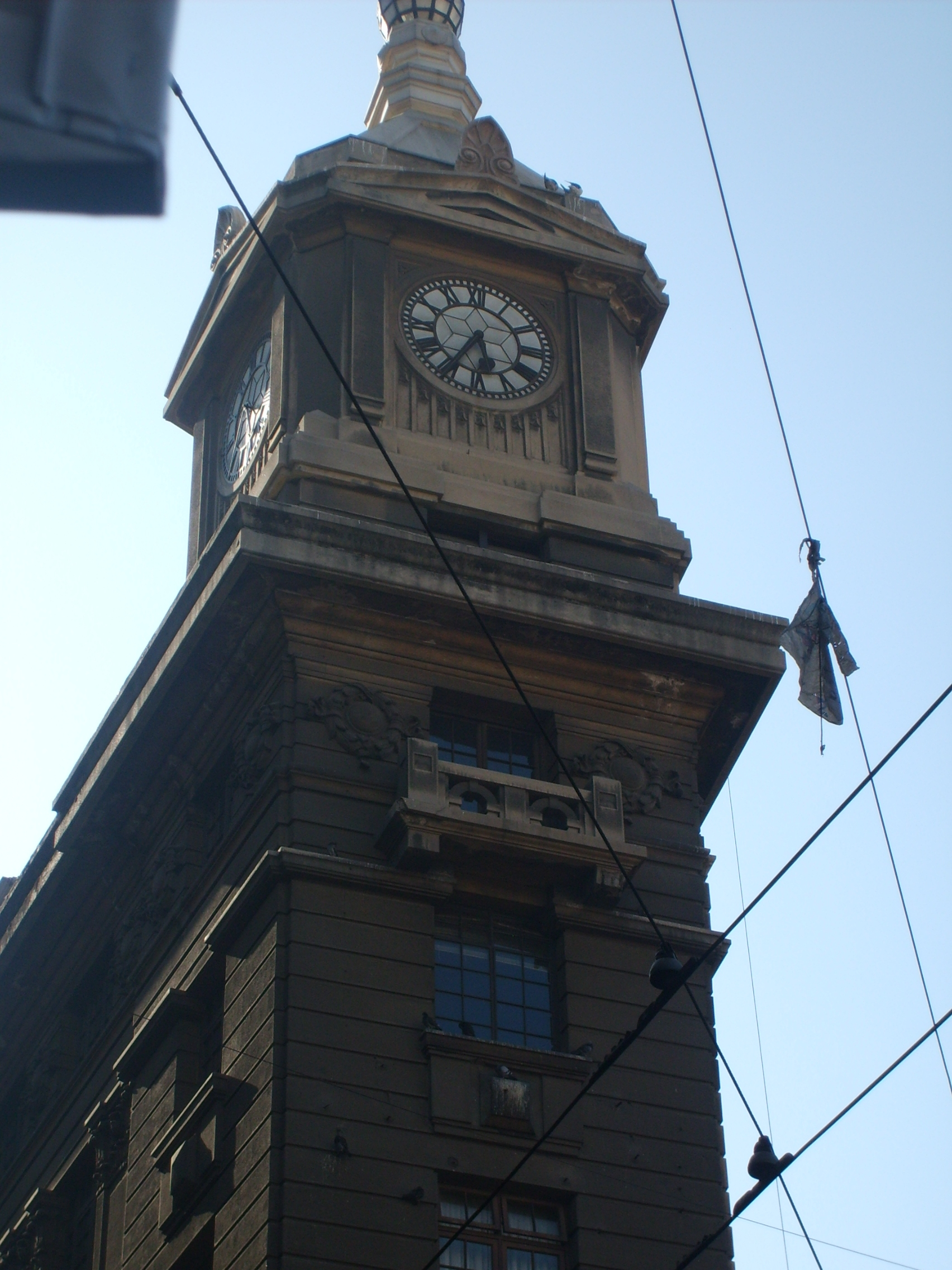
Reloj Turri